# 318
Évszázadok: 3. század – 4. század – 5. század
Évtizedek: 260-as évek – 270-es évek – 280-as évek – 290-es évek – 300-as évek – 310-es évek – 320-as évek – 330-as évek – 340-es évek – 350-es évek – 360-as évek
Évek: 313 – 314 – 315 – 316 –  317 – 318 – 319 – 320 – 321 – 322 – 323

## Események

### Római Birodalom
- Licinius császárt és Crispus caesart választják consulnak.
- Constantinus császár a kis-ázsiai Drepana városát, anyja szülőhelyét átnevezi Helenopolisra.

### Kína
- Liu Cung, a hsziungnu Han Csao állam császára kivégezteti a foglyul ejtett Min császárt.
- Min halálának hírére a Csiankangba (Nanking) menekült Sze-ma Zsuj Jüan néven császárrá kiáltja ki magát és megalapítja a keleti Csin-dinasztiát. A kínai állam ekkorra darabokra hullott szét, északi részén barbár hsziungnuk és hszienpejek alapítanak államokat (a Tizenhat királyság kora).
- Miután egy tűzvészben a trónörökös életét veszti, Liu Cung egészsége megroppan és augusztusban meghal. Utóda fia, Liu Can, aki apósa, Csin Csün tanácsára megöleti fivéreit. Az év végén Csin Csün palotaforradalmat hajt végre, lemészároltatja az uralkodócsalád tagjainak nagy részét és császárnak nyilvánítja magát. Liu Can unokatestvére, Liu Jao sereget gyűjt és a fővárosban csapdába ejti Csin Csünt, akit rokonai meggyilkolnak és megadják maguknak a magát uralkodónak kikiáltó Liu Jaónak.

## Halálozások
- február 7.- Csin Min-ti, kínai császár
- augusztus 31. – Liu Cung, Han Csao állam császára
- Liu Can, Han Csao állam császára

## Fordítás
- Ez a szócikk részben vagy egészben  a(z)   318 című angol Wikipédia-szócikk ezen változatának fordításán alapul.  Az eredeti cikk szerkesztőit annak laptörténete sorolja fel. Ez a jelzés csupán a megfogalmazás eredetét és a szerzői jogokat jelzi, nem szolgál a cikkben szereplő információk forrásmegjelöléseként.